# 松野喜内
松野 喜内（まつの きない、1879年（明治12年）9月15日 - 1954年（昭和29年）10月30日）は、大正から昭和期の教育者、政治家。慶應義塾大学教授、参議院議員。

## 経歴
岐阜県本巣郡、のちの西郷村（現岐阜市）で松野喜一の三男として生まれる。1915年（大正4年）慶應義塾大学部理財科を卒業し、さらに渡米して1920年（大正9年）コロンビア大学経済学科を卒業した。
小学校教員、明治生命保険会社社員、国際労働会議臨時嘱託などを経て、慶應義塾大学教授に就任。その他、東京高等工芸学校講師、立教大学講師、武蔵高等工業学校（現東京都市大学）講師、聖徳学園保姆養成所（現聖徳大学幼児教育専門学校）所長、日米文化りばてい塾長などを務めた。
政界では、東京市会議員（2期）、東京都議会議員（1期）を務めた。1947年（昭和22年）4月の第1回参議院議員通常選挙に全国区から日本自由党公認で出馬して当選し（補欠、任期3年）、参議院議員に1期在任した。この間、参議院電気通信委員長などを務めた。その後、1950年（昭和25年）6月の第2回通常選挙（全国区）に立候補したが落選した。